# Vozna dizalica
Vozna dizalica, vozni granik, mobilna dizalica ili mobilni granik je okretna dizalica na voznom postolju sa samostalnim pogonom za vožnju do mjesta uporabe. Ovisno o dostupnosti mjestu uporabe, vozne dizalice imaju vozno postolje na automobilskim kotačima (pneumatici), na gusjenicama ili na željezničkim kotačima za vožnju po pruzi. Vozne dizalice izrađuju se danas za dizanje i najtežih tereta, te za visine dizanja i preko 100 metara.
Vozne dizalice cestovna su ili pružna vozila s uređajima za dizanje koji najčešće imaju okretne dohvatnike. U vozne se dizalice ubrajaju cestovne dizalice koje imaju kotače s gumama, automobilske utovarne dizalice, dizalice gusjeničari i pružne dizalice koji se kreću po tračnicama. Sve vozne dizalice imaju svoje vlastito energetsko postrojenje.

## Cestovna dizalica
Prije su se razvrstavale dizalice na mobilne (pokretne) i automobilske. S vremenom su te razlike nestale, pa se danas razvrstavaju na cestovne dizalice s rešetkastim dohvatnikom i cestovne dizalice s teleskopskim dohvatnikom.

### Cestovne dizalice s rešetkastim dohvatnikom
Cestovna dizalica s rešetkastim dohvatnikom ima dohvatnik s ležajem na donjem kraju, a gornji kraj podržava jedno ili nekoliko čeličnih užeta. Konstrukcija dohvatnika omogućuje podizanje velikih tereta na vrlo velike visine, jer je dohvatnik povoljno opterećen, pretežno tlačnim silama. Osim normalnih dohvatnika grade se za dizalice veće nosivosti takozvani dohvatnici za visokogradnje. Takvi se dohvatnici mogu pružiti vršnim dohvatnikom da bi se povećala visina dizanja do 160 metara i doseg granika do 80 metara. Slični su cestovne toranjske okretne dizalice.  
Dohvatnici cestovnih dizalica s rešetkastim dohvatnikom najčešće se moraju pri dolasku na mjesto rada ugraditi (montirati), nakon završetka rada raspremiti (demontirati) i složiti za prijevoz na drugo radilište. Dohvatnik se izrađuje od čelika velike čvrstoće zbog toga što je dugačak 100 metara i više. Cestovne dizalice s rešetkastim dohvatnikom grade se za nosivosti od 20 do 1 400 tona, a najviše se upotrebljavaju oni s 80 do 100 tona nosivosti.

### Cestovne dizalice s teleskopskim dohvatnikom
Cestovna dizalica s teleskopskim dohvatnikom ima mnogo manju nosivost od cestovnih dizalica s rešetkastim dohvatnikom, ali treba kraće vrijeme da se pripreme za rad na radilištu. Za kratkotrajna uvrštavanja u rad teleskopske su dizalice prikladnije, jer trebaju samo nekoliko minuta da hidraulički izguraju dijelove teleskopskog dohvatnika na željenu duljinu i već su pripremljeni za rad. Telaskopski dohvatnici imaju od 1 do 4 dijela koji se mogu jedan iz drugog izgurati da bi dosegli ukupnu duljinu do oko 50 metara, a u nekim izvedbama to može biti i dvostruko više. Duljina je uvučenog dohvatnika obično od 8 do 10 metara. Zbog velike vlastite mase teleskopskih dohvatnika i zbog velikog naprezanja na savijanje, nosivost cestovnih dizalica s teleskopskim dohvatnikom nije veća od 300 tona. 
Brzina vožnje cestovnih dizalica iznosi od 10 do 80 km/h, a brzina je vrtnje gornjeg dijela dizalice od 1 do 6 okretaja u minuti. Pri konstruiranju cestovnih dizalica nastoji se da vlastita masa dizalice prema masi tereta bude što manja. Jedna je od uspjelih konstrukcija cestovnih dizalica s teleskopskim dohvatnikom, vlastite mase od 41 tona i nosivosti 91 tona.
Za pogon cestovnih dizalica, a općenito i voznih dizalica, upotrebljava se obično jedan ili dva Dieselova motora. Samo vrlo malo voznih dizalica ponekad imaju električni pogon baterijama. Prema vrsti prijenosnika snage, ugrađenog iza Dieselova motora, razlikuju se: dizelsko-mehanički, dizelsko-hidraulički i dizelsko-električni pogoni cestovnih, odnosno voznih dizalica.
Dizelsko-mehanički pogoni zbog malih gubitaka u mehaničkim prijenosnicima imaju dobru korisnost snage dobivene od motora, najčešće više od 0,8. Održavanje je dizelsko-mehaničkih pogona relativno jednostavno. Nedostatak je u tome što imaju veliku vlastitu masu i mnogo dijelova koji se habanjem troše. U mehaničkim prijenosnicima postoji mjenjač za prilagođavanje opterećenju i razdjeljivač u kojemu se pomoću spojki određuju pokreti dizalice. U razdjeljivaču su neprestano u zahvatu dva paralelna reda čeličnih zupčanika. Jedan red zupčanika omogućuje pokrete dizalice u jednom, a drugi u drugom smjeru. 
Dizelsko-hidraulički pogoni voznih dizalica pretežno su hidrostatički. U tim pogonima Dieselov motor pokreću uljne pumpe, a ulje se pod tlakom vodi cijevima do radnih cilindara koji izvršavaju pojedine radne pokrete dizalica. Pogonski tlak iznosi za zupčaste pumpe oko 15 MPa, a za stapne pumpe od 25 do 40 MPa. Posluživanje dizelsko-hidrauličkih pogona veoma je jednostavno i omogućuje vrlo fino upravljanje pojedinim radnjama dizalica. Održavanje dizelsko-hidrauličkih pogona postavlja dosta velike zahtjeve. Skuplji su od ostalih, a korisnost im je oko 0,7. Postoje vozne dizalice u kojima se neke radnje obavljaju preko mehaničkog prijenosnika, a preostale preko hidrauličkoga.  
U dizelsko-električnom pogonu, Dieselov motor pokreće generator istosmjerne ili trofazne struje koji napaja pogonske elektromotore pojedinih mehanizama dizalica. Već prema izboru generatora, motora i njihova povezivanja postižu se različiti stupnjevi finoće upravljanja i reguliranja u pogonu. Korisnost dizelsko-električnih pogona ovisi o njihovoj snazi, ali i o broju energetskih pretvaranja i iznosi od 0,55 do 0,75. Dizelsko-električni pogoni osobito su prikladni za veoma velike snage. Posluživanje tih pogona vrlo je jednostavno.

### Automobilska utovarna dizalica
Automobilska utovarna dizalica u prvom je redu namijenjena za utovar i istovar vozila na kojemu je ugrađena (montirana). Takve dizalice imaju hidraulički pogon, a napravljeni su s teleskopskim dohvatnikom, koljenčastim dohvatnikom ili kombinacijom tih dviju izvedbi. Nosivost takvih dizalica iznosi od 0,5 do 9,5 tona. Automobilska utovarna dizalica teške izvedbe, za teretnjak iznad 9 tona korisnog tereta s četiri podupore, može imati najveću nosivost 6,65 tona pri dosegu od 1,85 metar ili 2 tone pri dosegu od 7 metara.

### Dizalica gusjeničar
Dizalica gusjeničar upotrebljava se za montažne i građevinske radove na teško pristupačnim terenima i terenima male nosivosti. Mogu biti opremljene normalnim dohvatnikom, rešetkastim dohvatnikom za visokogradnje s vršnim dohvatnikom ili bez njega, te toranjskim okretnim uređajem. Nosivosti dizalice gusjeničara najčešće iznose od 10 do 160 tona, ali dosežu i do 650 tona. Dizalice gusjeničari imaju malu brzinu vožnje, do 5 km/h, pa se one zbog toga na veće udaljenosti moraju prevoziti, katkada i djelomično rasklopljene (demontirane). 

## Vanjske poveznice
|  | Zajednički poslužitelj ima još gradiva o temi Vozna dizalica |